# NHL Entry Draft 2006
L'NHL Entry Draft 2006 è stato il 44º draft della National Hockey League. Si è tenuto fra il 24 ed il 25 giugno 2006 presso la General Motors Place di Vancouver, in Columbia Britannica. Le formazioni della National Hockey League hanno selezionato i migliori giocatori di hockey su ghiaccio provenienti dai campionati giovanili, universitari, o dai campionati europei. I St. Louis Blues ebbero l'opportunità di effettuare la prima scelta assoluta.
I St. Louis Blues selezionarono il difensore statunitense Erik Johnson dall'US National Team Development Program, formazione della United States Hockey League. I Pittsburgh Penguins invece come seconda scelta puntarono sul centro Jordan Staal, proveniente dall'Ontario Hockey League, mentre i Chicago Blackhawks scelsero in terza posizione il centro Jonathan Toews dell'University of North Dakota, formazione della WCHA.

## Migliori prospetti
Dati elaborati dal NHL Central Scouting Bureau.
| Posizione | Giocatori nordamericani | Giocatori europei       |
| --------- | ----------------------- | ----------------------- |
| 1         | Erik Johnson (D)        | Nicklas Bäckström (C)   |
| 2         | Jordan Staal (C)        | Michael Frolík (AD)     |
| 3         | Jonathan Toews (C)      | Jiří Tlustý (AS)        |
| 4         | Derick Brassard (C)     | Jurij Aleksandrov (D)   |
| 5         | Phil Kessel (C-AD)      | Tomáš Káňa (C)          |
| 6         | Peter Mueller (C)       | Artëm Anisimov (C)      |
| 7         | Bryan Little (C)        | Aleksandr Vasjunov (AS) |
| 8         | Chris Stewart (AD)      | Patrik Berglund (C)     |
| 9         | James Sheppard (C-AS)   | Andrej Popov (AD)       |
| 10        | Cory Emmerton (AS-C)    | Jonas Ahnelöv (D)       |

| Posizione | Portieri nordamericani | Portieri europei |
| --------- | ---------------------- | ---------------- |
| 1         | Jonathan Bernier       | Jhonas Enroth    |
| 2         | Leland Irving          | Semën Varlamov   |
| 3         | Jeff Zatkoff           | Reto Berra       |

## Turni
|  | = NHL All-Star Team |  |  | = NHL All-Star |  |  | = NHL All-Star e NHL All-Star Team |

Legenda delle posizioni

A = Attaccante   AD = Ala destra   AS = Ala sinistra   C = Centro   D = Difensore   P = Portiere

### Primo giro
| #  | Giocatore             | Nazionalità | Squadra NHL                                   | Squadra di provenienza             |
| -- | --------------------- | ----------- | --------------------------------------------- | ---------------------------------- |
| 1  | Erik Johnson (D)      | Stati Uniti | St. Louis Blues                               | USA Hockey NTDP (USHL)             |
| 2  | Jordan Staal (C)      | Canada      | Pittsburgh Penguins                           | Peterborough Petes (OHL)           |
| 3  | Jonathan Toews (C)    | Canada      | Chicago Blackhawks                            | ND Fighting Hawks (WCHA)           |
| 4  | Nicklas Bäckström (C) | Svezia      | Washington Capitals                           | Brynäs (Elitserien)                |
| 5  | Phil Kessel (C-AD)    | Stati Uniti | Boston Bruins                                 | Minnesota Gophers (WCHA)           |
| 6  | Derick Brassard (C)   | Canada      | Columbus Blue Jackets                         | D.ville Voltigeurs (QMJHL)         |
| 7  | Kyle Okposo (AD)      | Stati Uniti | New York Islanders                            | Des Moines Buccaneers (USHL)       |
| 8  | Peter Mueller (C)     | Stati Uniti | Phoenix Coyotes                               | Everett Silvertips (WHL)           |
| 9  | James Sheppard (C-AS) | Canada      | Minnesota Wild                                | CB Screaming Eagles (QMJHL)        |
| 10 | Michael Frolík (AD)   | Rep. Ceca   | Florida Panthers                              | Rytíři Kladno (Extraliga)          |
| 11 | Jonathan Bernier (P)  | Canada      | Los Angeles Kings                             | Lewiston Maineiacs (QMJHL)         |
| 12 | Bryan Little (C)      | Canada      | Atlanta Thrashers                             | Barrie Colts (OHL)                 |
| 13 | Jiří Tlustý (AS)      | Rep. Ceca   | Toronto Maple Leafs                           | Rytíři Kladno (Extraliga)          |
| 14 | Michael Grabner (AD)  | Austria     | Vancouver Canucks                             | Spokane Chiefs (WHL)               |
| 15 | Riku Helenius (P)     | Finlandia   | Tampa Bay Lightning                           | Seattle Thunderbirds (WHL)         |
| 16 | Ty Wishart (A)        | Canada      | San Jose Sharks (da Montreal)                 | Prince George Cougars (WHL)        |
| 17 | Trevor Lewis (C)      | Stati Uniti | Los Angeles Kings (da Edmonton via Minnesota) | Des Moines Buccaneers (USHL)       |
| 18 | Chris Stewart (AD)    | Canada      | Colorado Avalanche                            | Kingston Frontenacs (OHL)          |
| 19 | Mark Mitera (D)       | Canada      | Anaheim Ducks                                 | Michigan Wolverines (CCHA)         |
| 20 | David Fischer (D)     | Stati Uniti | Montreal Canadiens (da San Jose)              | Apple Valley High School (USHS-MN) |
| 21 | Bob Sanguinetti (D)   | Stati Uniti | New York Rangers                              | Owen Sound Attack (OHL)            |
| 22 | Claude Giroux (C-AD)  | Canada      | Philadelphia Flyers                           | Gatineau Olympiques (QMJHL)        |
| 23 | Semën Varlamov (P)    | Russia      | Washington Capitals (da Nashville)            | Lok. Jaroslavl’ (Superliga)        |
| 24 | Dennis Persson (D)    | Svezia      | Buffalo Sabres                                | Västerås (Hockeyallsvenskan)       |
| 25 | Patrik Berglund (C)   | Svezia      | St. Louis Blues (da New Jersey)               | Västerås (Hockeyallsvenskan)       |
| 26 | Leland Irving (P)     | Canada      | Calgary Flames                                | Everett Silvertips (WHL)           |
| 27 | Ivan Višnevskij (D)   | Russia      | Dallas Stars                                  | R-N Huskies (QMJHL)                |
| 28 | Nick Foligno (AS)     | Stati Uniti | Ottawa Senators                               | Sudbury Wolves (OHL)               |
| 29 | Chris Summers (D)     | Stati Uniti | Phoenix Coyotes (da Detroit)                  | USA Hockey NTDP (USHL)             |
| 30 | Matt Corrente (D)     | Canada      | New Jersey Devils (da Carolina via St. Louis) | Saginaw Spirit (OHL)               |

### Secondo giro
| #  | Giocatore               | Nazionalità | Squadra NHL                                               | Squadra di provenienza            |
| -- | ----------------------- | ----------- | --------------------------------------------------------- | --------------------------------- |
| 31 | Tomáš Káňa (C)          | Rep. Ceca   | St. Louis Blues                                           | Vítkovice Steel (Extraliga)       |
| 32 | Carl Sneep (D)          | Stati Uniti | Pittsburgh Penguins                                       | Brainerd High School (USHS-MN)    |
| 33 | Igor' Makarov (C)       | Canada      | Chicago Blackhawks                                        | Kryl'ja Sovetov (Superliga)       |
| 34 | Michal Neuvirth (P)     | Rep. Ceca   | Washington Capitals                                       | Sparta Praga (Extraliga)          |
| 35 | François Bouchard (AD)  | Stati Uniti | Washington Capitals (da Boston)                           | Baie-Comeau Drakkar (QMJHL)       |
| 36 | Jamie McGinn (AS)       | Canada      | San Jose Sharks (da Columbus)                             | Ottawa 67's (OHL)                 |
| 37 | Jurij Aleksandrov (D)   | Russia      | Boston Bruins                                             | Severstal’ (Superliga)            |
| 38 | Bryce Swan (AD)         | Canada      | Anaheim Ducks (da NY Islanders via Vancouver)             | Halifax Mooseheads (QMJHL)        |
| 39 | Andreas Nodl (AD)       | Austria     | Philadelphia Flyers (da Phoenix)                          | Sioux Falls Stampede (USHL)       |
| 40 | Ondřej Fiala (C)        | Rep. Ceca   | Minnesota Wild                                            | Everett Silvertips (WHL)          |
| 41 | Cory Emmerton (C-AS)    | Canada      | Detroit Red Wings (da Phoenix via Florida e Philadelphia) | Kingston Frontenacs (OHL)         |
| 42 | Michael Ratchuk (D)     | Stati Uniti | Philadelphia Flyers (da Los Angeles)                      | USA Hockey NTDP (USHL)            |
| 43 | Riley Holzapfel (C)     | Canada      | Atlanta Thrashers                                         | Moose Jaw Warriors (WHL)          |
| 44 | Nikolaj Kulëmin (AS-AD) | Russia      | Toronto Maple Leafs                                       | Magnitogorsk (Superliga)          |
| 45 | Jeff Petry (D)          | Stati Uniti | Edmonton Oilers                                           | Des Moines Buccaneers (USHL)      |
| 46 | Jhonas Enroth (P)       | Svezia      | Buffalo Sabres (da Vancouver)                             | Södertälje SK (Elitserien)        |
| 47 | Shawn Matthias (C)      | Canada      | Detroit Red Wings (da Phoenix via Tampa e Philadelphia)   | Belleville Bulls (OHL)            |
| 48 | Joey Ryan (D)           | Stati Uniti | Los Angeles Kings                                         | Québec Remparts (QMJHL)           |
| 49 | Ben Maxwell (C)         | Canada      | Montreal Canadiens                                        | Kootenay Ice (WHL)                |
| 50 | Milan Lucic (AS)        | Canada      | Boston Bruins (da Edmonton)                               | Vancouver Giants (WHL)            |
| 51 | Nigel Williams (D)      | Stati Uniti | Colorado Avalanche                                        | USA Hockey NTDP (USHL)            |
| 52 | Keith Seabrook (D)      | Canada      | Washington Capitals (da Anaheim)                          | Coquitlam Express (BCHL)          |
| 53 | Mathieu Carle (D)       | Canada      | Montreal Canadiens                                        | Acadie-Bathurst Titan (Superliga) |
| 54 | Artëm Anisimov (C)      | Russia      | New York Rangers                                          | Lok. Jaroslavl’ (Superliga)       |
| 55 | Denis Bodrov (D)        | Russia      | Philadelphia Flyers                                       | Lada Togliatti (Superliga)        |
| 56 | Blake Geoffrion (AS)    | Stati Uniti | Nashville Predators                                       | USA Hockey NTDP (USHL)            |
| 57 | Mike Weber (D)          | Stati Uniti | Buffalo Sabres                                            | Windsor Spitfires (OHL)           |
| 58 | Aleksandr Vasjunov (AS) | Russia      | New Jersey Devils                                         | Lok. Jaroslavl’ (Superliga)       |
| 59 | Codey Burki (C)         | Canada      | Colorado Avalanche (da Calgary)                           | Brandon Wheat Kings (WHL)         |
| 60 | Jesse Joensuu (AS-AD)   | Finlandia   | New York Islanders (da Dallas)                            | Porin Ässät (SM-liiga)            |
| 61 | Simon Danis-Pepin (D)   | Canada      | Chicago Blackhawks (da Ottawa)                            | Maine Black Bears (NCAA)          |
| 62 | Dick Axelsson (AS-AD)   | Svezia      | Detroit Red Wings                                         | Huddinge (Hockeyallsvenskan)      |
| 63 | Jamie McBain (D)        | Stati Uniti | Carolina Hurricanes                                       | USA Hockey NTDP (USHL)            |

### Terzo giro
| #  | Giocatore              | Nazionalità | Squadra NHL                                          | Squadra di provenienza                         |
| -- | ---------------------- | ----------- | ---------------------------------------------------- | ---------------------------------------------- |
| 64 | Jonas Junland (D)      | Svezia      | St. Louis Blues                                      | Linköping (Elitserien)                         |
| 65 | Brian Strait (D)       | Stati Uniti | Pittsburgh Penguins                                  | USA Hockey NTDP (USHL)                         |
| 66 | Ryan White (C)         | Canada      | Montreal Canadiens (da Chicago)                      | Calgary Hitmen (WHL)                           |
| 67 | Kirill Tulupov (D)     | Russia      | New Jersey Devils (da Washington)                    | Neftjanik Al'met'evsk (Superliga)              |
| 68 | Eric Gryba (D)         | Canada      | Ottawa Senators (da Boston)                          | Green Bay Gamblers (USHL)                      |
| 69 | Steve Mason (P)        | Canada      | Columbus Blue Jackets                                | London Knights (OHL)                           |
| 70 | Robin Figren (AS-AD)   | Svezia      | New York Islanders                                   | Frölunda (Elitserien)                          |
| 71 | Brad Marchand (C)      | Canada      | Boston Bruins (da Phoenix)                           | Halifax Mooseheads (QMJHL)                     |
| 72 | Cal Clutterbuck (AD)   | Canada      | Minnesota Wild                                       | Oshawa Generals (OHL)                          |
| 73 | Brady Calla (AD)       | Canada      | Florida Panthers                                     | Everett Silvertips (WHL)                       |
| 74 | Jeff Zatkoff (P)       | Stati Uniti | Los Angeles Kings                                    | Miami RedHawks (NCAA)                          |
| 75 | Theo Peckham (D)       | Canada      | Edmonton Oilers (da Atlanta)                         | Owen Sound Attack (OHL)                        |
| 76 | Tony Lagerström (C)    | Svezia      | Chicago Blackhawks (da Toronto)                      | Södertälje SK (Elitserien)                     |
| 77 | Vladimir Žarkov (AD)   | Russia      | New Jersey Devils (da Vancouver)                     | CSKA Mosca (Superliga)                         |
| 78 | Kevin Quick (D)        | Stati Uniti | Tampa Bay Lightning                                  | Salisbury School (USHS-Connecticut)            |
| 79 | Jonathan Matsumoto (C) | Canada      | Philadelphia Flyers (da Montreal)                    | Bowling Green Falcons (NCAA)                   |
| 80 | Michael Forney (AS)    | Stati Uniti | Atlanta Thrashers (da Edmonton)                      | Thief River Falls High School (USHS-Minnesota) |
| 81 | Mike Carman (C)        | Stati Uniti | Colorado Avalanche                                   | USA Hockey NTDP (USHL)                         |
| 82 | Daniel Rahimi (D)      | Svezia      | Vancouver Canucks (da Anaheim)                       | IF Björklöven (Hockeyallsvenskan)              |
| 83 | John de Gray (D)       | Canada      | Anaheim Ducks (da San Jose via NY Rangers)           | Brampton Battalion (OHL)                       |
| 84 | Ryan Hillier (AS)      | Canada      | New York Rangers                                     | Halifax Mooseheads (QMJHL)                     |
| 85 | Tom Sestito (AD)       | Stati Uniti | Columbus Blue Jackets (da San Jose via Philadelphia) | Plymouth Whalers (OHL)                         |
| 86 | Bud Holloway (C-AD)    | Canada      | Los Angeles Kings (da Nashville)                     | Seattle Thunderbirds (WHL)                     |
| 87 | John Armstrong (C-AD)  | Canada      | Calgary Flames (via Buffalo)                         | Plymouth Whalers (OHL)                         |
| 88 | Jonas Ahnelöv (D)      | Svezia      | Phoenix Coyotes (da NY Islanders via New Jersey)     | Frölunda (Elitserien)                          |
| 89 | Aaron Marvin (C-A)     | Stati Uniti | Calgary Flames                                       | Warroad High School (USHS-Minnesota)           |
| 90 | Aaron Snow (AS)        | Canada      | Dallas Stars                                         | Brampton Battalion (OHL)                       |
| 91 | Kaspars Daugaviņš (AS) | Lettonia    | Ottawa Senators                                      | Riga 2000 (Lettonia)                           |
| 92 | Daniel Larsson (P)     | Svezia      | Detroit Red Wings                                    | Hammarby (Elitserien)                          |
| 93 | Harrison Reed (AD)     | Canada      | Carolina Hurricanes                                  | Sarnia Sting (OHL)                             |

### Quarto giro
| #   | Giocatore              | Nazionalità | Squadra NHL                                     | Squadra di provenienza                        |
| --- | ---------------------- | ----------- | ----------------------------------------------- | --------------------------------------------- |
| 94  | Ryan Turek (C)         | Stati Uniti | St. Louis Blues                                 | Omaha Lancers (USHL)                          |
| 95  | Ben Shutron (D)        | Canada      | Chicago Blackhawks (da Pittsburgh)              | Kingston Frontenacs (OHL)                     |
| 96  | Joseph Palmer (P)      | Stati Uniti | Chicago Blackhawks                              | USA Hockey NTDP (USHL)                        |
| 97  | Oskar Osala (AS)       | Finlandia   | Washington Capitals                             | Mississauga IceDogs (OHL)                     |
| 98  | James DeLory (D)       | Canada      | San Jose Sharks (da Boston)                     | Oshawa Generals (OHL)                         |
| 99  | James Reimer (P)       | Canada      | Toronto Maple Leafs                             | Red Deer Rebels (WHL)                         |
| 100 | Rhett Rakhshani (AD)   | Stati Uniti | New York Islanders                              | USA Hockey NTDP (USHL)                        |
| 101 | Joonas Lehtivuori (D)  | Finlandia   | Philadelphia Flyers                             | Ilves (SM-liiga)                              |
| 102 | Kyle Medvec (D)        | Stati Uniti | Minnesota Wild                                  | Apple Valley High School (USHS-Minnesota)     |
| 103 | Michael Caruso (D)     | Canada      | Florida Panthers                                | Guelph Storm (OHL)                            |
| 104 | David Kveton (AD)      | Rep. Ceca   | New York Rangers (da Los Angeles)               | VHK Vsetín (Extraliga)                        |
| 105 | Niko Snellman (AS-AD)  | Finlandia   | Nashville Predators (da Atlanta)                | Ilves (SM-liiga)                              |
| 106 | Reto Berra (P)         | Svizzera    | St. Louis Blues (da Toronto)                    | GCK Lions (LNB)                               |
| 107 | T. J. Miller (D)       | Stati Uniti | New Jersey Devils (da Vancouver)                | Penticton Vees (BCHL)                         |
| 108 | Jase Weslosky (P)      | Canada      | New York Islanders (da Tampa Bay)               | Sherwood Park Crusaders (AJHL)                |
| 109 | Jakub Kovář (P)        | Rep. Ceca   | Philadelphia Flyers (da Montreal)               | České Budějovice (Extraliga)                  |
| 110 | Kevin Montgomery (D)   | Stati Uniti | Colorado Avalanche (da Edmonton)                | USA Hockey NTDP (USHL)                        |
| 111 | Korbinian Holzer (D)   | Germania    | Toronto Maple Leafs (da Colorado)               | EC Bad Tölz (2.BL)                            |
| 112 | Matt Beleskey (AS)     | Canada      | Anaheim Ducks                                   | Belleville Bulls (OHL)                        |
| 113 | Ben Wright (D)         | Canada      | Columbus Blue Jackets (da San Jose)             | Lethbridge Hurricanes (WHL)                   |
| 114 | Niclas Andersen (D)    | Svezia      | Los Angeles Kings (da NY Rangers)               | Leksand (Elitserien)                          |
| 115 | Tomas Marcinko (C)     | Slovacchia  | New York Islanders (da Phoenix)                 | Košice (Extraliga)                            |
| 116 | Derrick LaPoint (D)    | Stati Uniti | Florida Panthers (da Nashville)                 | Eau Claire North HS (USHS-Wisconsin)          |
| 117 | Felix Schütz (C)       | Germania    | Buffalo Sabres                                  | Saint John Sea Dogs (QMJHL)                   |
| 118 | Hugo Carpentier (C)    | Canada      | Calgary Flames (da New Jersey)                  | R-N Huskies (QMJHL)                           |
| 119 | Doug Rogers (C)        | Stati Uniti | New York Islanders (da Calgary)                 | Saint Sebastian's School (USHS-Massachusetts) |
| 120 | Richard Bachman (P)    | Stati Uniti | Dallas Stars                                    | Cushing Academy (USHS-Massachusetts)          |
| 121 | Pierre-Luc Lessard (D) | Canada      | Ottawa Senators                                 | Gatineau Olympiques (QMJHL)                   |
| 122 | Luke Lynes (C-AS)      | Stati Uniti | Washington Capitals (da Detroit)                | Brampton Battalion (OHL)                      |
| 123 | Bobby Hughes (C)       | Canada      | Carolina Hurricanes (da Carolina via St. Louis) | Kingston Frontenacs (OHL)                     |

### Quinto giro
| #   | Giocatore              | Nazionalità | Squadra NHL                             | Squadra di provenienza                      |
| --- | ---------------------- | ----------- | --------------------------------------- | ------------------------------------------- |
| 124 | Andy Sackrison (C-AS)  | Stati Uniti | St. Louis Blues                         | St. Louis Park High School (USHS-Minnesota) |
| 125 | Chad Johnson (P)       | Canada      | Pittsburgh Penguins                     | Alaska Nanooks (NCAA)                       |
| 126 | Shane Sims (D)         | Stati Uniti | New York Islanders (da Chicago)         | Des Moines Buccaneers (USHL)                |
| 127 | Maxime Lacroix (AS)    | Canada      | Washington Capitals                     | Québec Remparts (QMJHL)                     |
| 128 | Andrew Bodnarchuk (D)  | Canada      | Boston Bruins                           | Halifax Mooseheads (QMJHL)                  |
| 129 | Robert Nyholm (AD)     | Finlandia   | Columbus Blue Jackets                   | HIFK (SM-liiga)                             |
| 130 | Brett Bennett (P)      | Stati Uniti | Phoenix Coyotes (da New York Islanders) | USA Hockey NTDP (USHL)                      |
| 131 | Martin Latal (AD)      | Rep. Ceca   | Phoenix Coyotes                         | Rytíři Kladno (Extraliga)                   |
| 132 | Niko Hovinen (P)       | Finlandia   | Minnesota Wild                          | Jokerit (SM-liiga)                          |
| 133 | Bryan Pitton (P)       | Canada      | Edmonton Oilers (da Florida)            | Brampton Battalion (OHL)                    |
| 134 | David Meckler (C)      | Stati Uniti | Los Angeles Kings                       | Yale Bulldogs (NCAA)                        |
| 135 | Alex Kangas (P)        | Stati Uniti | Atlanta Thrashers                       | Sioux Falls Stampede (USHL)                 |
| 136 | Nick Sucharski (AS)    | Canada      | Columbus Blue Jackets (da Toronto)      | Michigan Wolverines (NCAA)                  |
| 137 | Tomáš Záborský (AS-AD) | Slovacchia  | New York Rangers (da Vancouver)         | Dukla Trenčín (Extraliga)                   |
| 138 | David McIntyre (C)     | Canada      | Dallas Stars (da Tampa Bay)             | Newmarket Hurricanes (OPJHL)                |
| 139 | Pavel Valentenko (D)   | Russia      | Montreal Canadiens                      | Neftechimik (Superliga)                     |
| 140 | Cody Wild (D)          | Stati Uniti | Edmonton Oilers                         | Providence Friars (NCAA)                    |
| 141 | Kim Johansson (AS-AD)  | Svezia      | New York Islanders (da Colorado)        | Malmö (Elitserien)                          |
| 142 | Maxim Frechette (D)    | Canada      | Columbus Blue Jackets (da Anaheim)      | D.ville Voltigeurs (QMJHL)                  |
| 143 | Ashton Rome (AD)       | Canada      | San Jose Sharks                         | Apple Valley High School (USHS-MN)          |
| 144 | Martin Nolet (D)       | Canada      | Los Angeles Kings (da New York Rangers) | Sherbrooke Faucons (QMJHL)                  |
| 145 | Jon Rheault (AD)       | Stati Uniti | Philadelphia Flyers                     | Providence Friars (NCAA)                    |
| 146 | Mark Dekanich (P)      | Canada      | Nashville Predators                     | Colgate Raiders (NCAA)                      |
| 147 | Alex Biega (D)         | Canada      | Buffalo Sabres                          | Salisbury School (USHS-Connecticut)         |
| 148 | Olivier Magnan (D)     | Canada      | New Jersey Devils                       | R-N Huskies (QMJHL)                         |
| 149 | Juuso Puustinen (AD)   | Finlandia   | Calgary Flames                          | KalPa (SM-liiga)                            |
| 150 | Max Warn (AS)          | Finlandia   | Dallas Stars                            | HIFK (SM-liiga)                             |
| 151 | Ryan Daniels (P)       | Canada      | Ottawa Senators                         | Saginaw Spirit (OHL)                        |
| 152 | Jordan Bendfeld (D)    | Canada      | Phoenix Coyotes (da Detroit)            | Medicine Hat Tigers (WHL)                   |
| 153 | Stefan Chaput (C)      | Canada      | Carolina Hurricanes                     | Lewiston Maineiacs (QMJHL)                  |

### Sesto giro
| #   | Giocatore                  | Nazionalità | Squadra NHL                      | Squadra di provenienza                      |
| --- | -------------------------- | ----------- | -------------------------------- | ------------------------------------------- |
| 154 | Matthew McCollem (C-AS)    | Stati Uniti | St. Louis Blues                  | Belmont Hill School (USHS-Massachusetts)    |
| 155 | Peter Aston (D)            | Canada      | Florida Panthers (da Pittsburgh) | Windsor Spitfires (OHL)                     |
| 156 | Jan-Mikael Juutilainen (C) | Finlandia   | Chicago Blackhawks               | Jokerit (SM-liiga)                          |
| 157 | Brent Gwidt (C)            | Stati Uniti | Washington Capitals              | Lakeland High School (USHS-Wisconsin)       |
| 158 | Levi Nelson (C)            | Canada      | Boston Bruins                    | Swift Current Broncos (WHL)                 |
| 159 | Jesse Dudas (D)            | Canada      | Columbus Blue Jackets            | Prince George Cougars (WHL)                 |
| 160 | Andrew MacDonald (D)       | Canada      | New York Islanders               | Moncton Wildcats (QMJHL)                    |
| 161 | Viktor Stålberg (AS)       | Svezia      | Toronto Maple Leafs (da Phoenix) | Vermont Catamounts (Hockey East)            |
| 162 | Julian Walker (AS-AD)      | Svizzera    | Minnesota Wild                   | Basilea Sharks (LNB)                        |
| 163 | Sergej Širokov (P)         | Russia      | Vancouver Canucks (da Florida)   | CSKA Mosca (Superliga)                      |
| 164 | Constantin Braun (AS)      | Germania    | Los Angeles Kings                | Eisbären Berlino (DEL)                      |
| 165 | Jonas Enlund (C)           | Finlandia   | Atlanta Thrashers                | HIFK (SM-liiga)                             |
| 166 | Tyler Ruegsegger (C)       | Stati Uniti | Toronto Maple Leafs              | Shattuck-St. Mary's (NCAA)                  |
| 167 | Juraj Šimek (AS)           | Svizzera    | Vancouver Canucks                | Kloten Flyers (LNA)                         |
| 168 | Dane Crowley (D)           | Canada      | Tampa Bay Lightning              | Swift Current Broncos (WHL)                 |
| 169 | Chris Auger (C)            | Canada      | Chicago Blackhawks (da Montreal) | Wellington Dukes (OPJHL)                    |
| 170 | Aleksandr Bumagin (AS)     | Russia      | Edmonton Oilers                  | Lada Togliatti (Superliga)                  |
| 171 | Brian Day (AD)             | Stati Uniti | New York Islanders (da Colorado) | The Governor's Academy (USHS-Massachusetts) |
| 172 | Petteri Wirtanen (C)       | Finlandia   | Anaheim Ducks                    | HPK (SM-liiga)                              |
| 173 | Stefan Ridderwall (P)      | Svezia      | New York Islanders (da San Jose) | Djurgården (Elitserien)                     |
| 174 | Eric Hunter (C)            | Canada      | New York Rangers                 | Prince George Cougars (WHL)                 |
| 175 | Michael Dupont (P)         | Svizzera    | Philadelphia Flyers              | Baie-Comeau Drakkar (QMJHL)                 |
| 176 | Ryan Flynn (AD)            | Stati Uniti | Nashville Predators              | USA Hockey NTDP (USHL)                      |
| 177 | Mathieu Perreault (C)      | Canada      | Washington Capitals (da Buffalo) | Acadie-Bathurst Titan (QMJHL)               |
| 178 | Tony Romano (C)            | Stati Uniti | New Jersey Devils                | New York Bobcats (AMHL)                     |
| 179 | Jordan Fulton (C)          | Stati Uniti | Calgary Flames                   | Breck School (USHS-Minnesota)               |
| 180 | Leo Komarov (C)            | Finlandia   | Toronto Maple Leafs (da Dallas)  | Porin Ässät (SM-liiga)                      |
| 181 | Kevin Koopman (D)          | Canada      | Ottawa Senators                  | Beaver Valley Nitehawks (KIJHL)             |
| 182 | Jan Muršak (AS)            | Slovenia    | Detroit Red Wings                | České Budějovice (Extraliga)                |
| 183 | Nick Dodge (AD)            | Canada      | Carolina Hurricanes              | Clarkson Golden Knights (NCAA)              |

### Settimo giro
| #   | Giocatore               | Nazionalità | Squadra NHL                            | Squadra di provenienza                  |
| --- | ----------------------- | ----------- | -------------------------------------- | --------------------------------------- |
| 184 | Alexander Hellström (D) | Svezia      | St. Louis Blues                        | IF Björklöven (Hockeyallsvenskan)       |
| 185 | Timo Seppanen (D)       | Finlandia   | Pittsburgh Penguins                    | HIFK (SM-liiga)                         |
| 186 | Peter LeBlanc (C-AS)    | Canada      | Chicago Blackhawks                     | Hamilton Red Wings (OPJHL)              |
| 187 | Devin DiDiomete (AS)    | Canada      | Calgary Flames (da Washington)         | Sudbury Wolves (OHL)                    |
| 188 | Chris Frank (D)         | Stati Uniti | Phoenix Coyotes (da Boston)            | Michigan Wolverines (NCAA)              |
| 189 | Derek Dorsett (AD)      | Canada      | Columbus Blue Jackets                  | Medicine Hat Tigers (WHL)               |
| 190 | Troy Mattila (AS)       | Stati Uniti | New York Islanders                     | Springfield Jr. Blues (USHL)            |
| 191 | Nick Oslund (AD)        | Stati Uniti | Detroit Red Wings (da Phoenix)         | Burnsville High School (USHS-Minnesota) |
| 192 | Chris Hickey (C)        | Stati Uniti | Minnesota Wild                         | Cretin-Derham Hall HS (USHS-Minnesota)  |
| 193 | Marc Cheverie (P)       | Canada      | Florida Panthers                       | Nanaimo Clippers (BCHL)                 |
| 194 | Matt Marquardt (AS)     | Canada      | Columbus Blue Jackets (da Los Angeles) | Moncton Wildcats (QMJHL)                |
| 195 | Jesse Martin (C)        | Canada      | Atlanta Thrashers                      | Spruce Grove Saints (AJHL)              |
| 196 | Benn Ferriero (C-AD)    | Stati Uniti | Phoenix Coyotes (da Toronto)           | Boston College Eagles (NCAA)            |
| 197 | Evan Fuller (AD)        | Canada      | Vancouver Canucks                      | Prince George Cougars (WHL)             |
| 198 | Denis Kazionov (AS)     | Russia      | Tampa Bay Lightning                    | MVD (Superliga)                         |
| 199 | Cameron Cepek (D)       | Stati Uniti | Montreal Canadiens                     | Portland Winterhawks (WHL)              |
| 200 | Artūrs Kulda (AS)       | Lettonia    | Atlanta Thrashers (da Edmonton)        | CSKA Mosca (Superliga)                  |
| 201 | Billy Sauer (P)         | Stati Uniti | Colorado Avalanche                     | Michigan Wolverines (NCAA)              |
| 202 | John McCarthy (AS)      | Stati Uniti | San Jose Sharks (da Anaheim)           | Boston U. Terriers (NCAA)               |
| 203 | Jay Barriball (A)       | Stati Uniti | San Jose Sharks                        | Sioux Falls Stampede (USHL)             |
| 204 | Lukáš Zeliska (C)       | Slovacchia  | New York Rangers                       | Oceláři Trinec (Extraliga)              |
| 205 | Andrej Popov (AD)       | Russia      | Philadelphia Flyers                    | Traktor Čeljabinsk (Superliga)          |
| 206 | Viktor Sjodin (AS-AD)   | Svezia      | Nashville Predators                    | Västerås (Hockeyallsvenskan)            |
| 207 | Benjamin Breault (C)    | Canada      | Buffalo Sabres                         | Baie-Comeau Drakkar (QMJHL)             |
| 208 | Kyle Henegan (D)        | Canada      | New Jersey Devils                      | Shawinigan Cataractes (QMJHL)           |
| 209 | Per Johnsson (A)        | Svezia      | Calgary Flames                         | Färjestad (Elitserien)                  |
| 210 | Will O'Neill (D)        | Stati Uniti | Atlanta Thrashers (da Dallas)          | Tabor Academy (USHS-Massachusetts)      |
| 211 | Neil Anstett (AS)       | Canada      | Detroit Red Wings                      | Notre Dame Fighting Irish (NCAA)        |
| 212 | Logan Pyett (D)         | Canada      | Ottawa Senators                        | Regina Pats (WHL)                       |
| 213 | Justin Krueger (D)      | Germania    | Carolina Hurricanes                    | Cornell Big Red (NCAA)                  |

## Selezioni classificate per nazionalità
| Pos. | Paese        | Selezioni | Percentuale |
|      | Nord America | 144       | 67,6%       |
| ---- | ------------ | --------- | ----------- |
| 1    | Canada       | 84        | 39,4%       |
| 2    | Stati Uniti  | 60        | 28,2%       |
|      | Europa       | 70        | 32,4%       |
| 3    | Svezia       | 17        | 8,0%        |
| 4    | Russia       | 15        | 7,0%        |
| 5    | Finlandia    | 14        | 6,6%        |
| 6    | Rep. Ceca    | 8         | 3,8%        |
| 7    | Germania     | 4         | 1,9%        |
| 7    | Svizzera     | 4         | 1,9%        |
| 9    | Slovacchia   | 3         | 1,4%        |
| 10   | Austria      | 2         | 0,9%        |
| 11   | Lettonia     | 2         | 0,9%        |
| 12   | Slovenia     | 1         | 0,4%        |